# Soft left
Soft left eller det bløde venstre er en faktion i det britiske Labour Party. Det bløde venstre begyndte som en af flere centriske faktioner i partiet i midten af 1980'erne.

## Labour-politikere, der tilhører soft left
De følgende Labour-politikere betragtes ofte som værende en del af soft left, men identificerer sig ikke nødvendigvis selv dermed:
- Hilary Benn[1]
- Andy Burnham[1][2][3]
- Rosie Duffield[4]
- Anneliese Dodds[5]
- Angela Eagle[6]
- Barry Gardiner[7]
- Kate Green[8]
- Nia Griffith[9]
- Andrew Gwynne
- Emma Hardy[4]
- Louise Haigh[10]
- John Healey[8]
- Sadiq Khan[11][4]
- Anna McMorrin[4]
- Ed Miliband[4]
- Lisa Nandy[12]
- Jess Philips[13]
- Jo Platt[4]
- Lucy Powell[1]
- Angela Rayner[14]
- Owen Smith[15]
- Alex Sobel[4]
- Keir Starmer[16]
- Emily Thornberry[4]

## Yderligere læsning
- What is the Democratic Left? Arkiveret 4. februar 2012 hos  Wayback Machine.
- John Carvel and Patrick Wintour. Kinnock wins accord on defence switch Guardian. 10 May 1989.
- Labour activists launch new group on party's left.